# Rábida
Rábida (ang. Jervis) – wyspa w archipelagu Galapagos, należącym do Ekwadoru.

## Warunki naturalne
Rábida leży w centrum archipelagu, 4,5 km na południe od dużo większej wyspy Santiago. Wyspa ma suchy mikroklimat i strome, skaliste brzegi (z wyjątkiem północno-wschodniego brzegu, gdzie jest plaża). Jak wszystkie wyspy w archipelagu, jest to wyspa wulkaniczna, z kilkoma małymi kraterami wulkanicznymi i nietypowymi, czerwonymi od żelaza skałami wylewnymi. Jej oficjalna ekwadorska nazwa pochodzi od klasztoru Rábida, w którym Krzysztof Kolumb pozostawił syna, wyruszając na wyprawę do, jak sądził, Indii. Angielska nazwa upamiętnia brytyjskiego admirała Johna Jervisa.

## Fauna

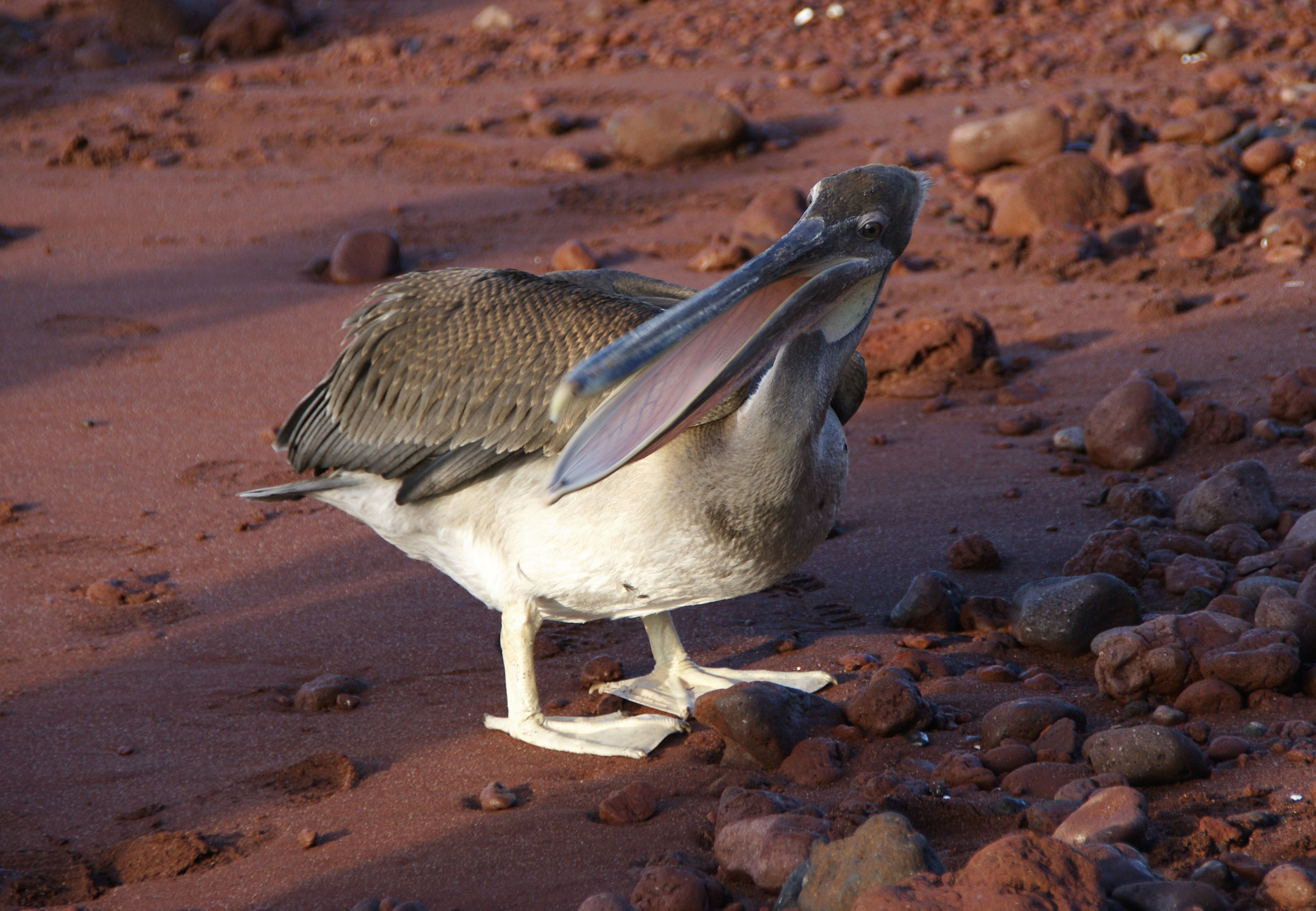
Pelikan brunatny na czerwonym piasku wyspy

Na wyspie mógł niegdyś występować lokalny podgatunek żółwia słoniowego; jednak badania genetyczne okazu będącego w posiadaniu Kalifornijskiej Akademii Nauk sugerują, że pochodzi on raczej z południowej Isabeli. Na wyspę sprowadzone zostały kozy, niszczące naturalne środowisko; usunięto je w latach 1970. Większym zagrożeniem dla ekosystemu były zawleczone na wyspę szczury wędrowne i przypuszczalnie śniade. W 2011 roku przeprowadzono akcję deratyzacyjną na wyspie; po dokładnym sprawdzeniu, w listopadzie 2012 wyspa została ogłoszona wolną od szczurów.
Na wyspie jest jedno miejsce dostępne dla turystów, plaża, na której spotkać można legwany morskie i uszanki galapagoskie. Nad laguną, położoną nieco dalej w głąb lądu, żerują flamingi.